# Schmalblättriges Lungenkraut
Das Schmalblättrige Lungenkraut (Pulmonaria angustifolia) ist eine Pflanzenart innerhalb der Familie der Raublattgewächse (Boraginaceae). 

## Beschreibung

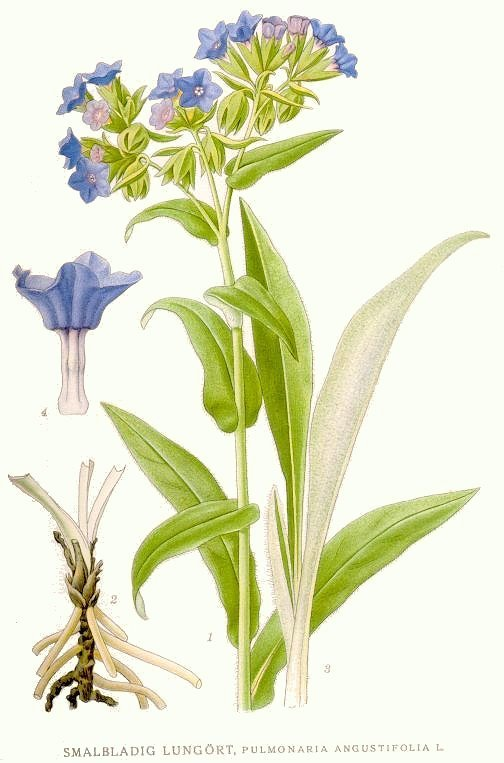
Illustration

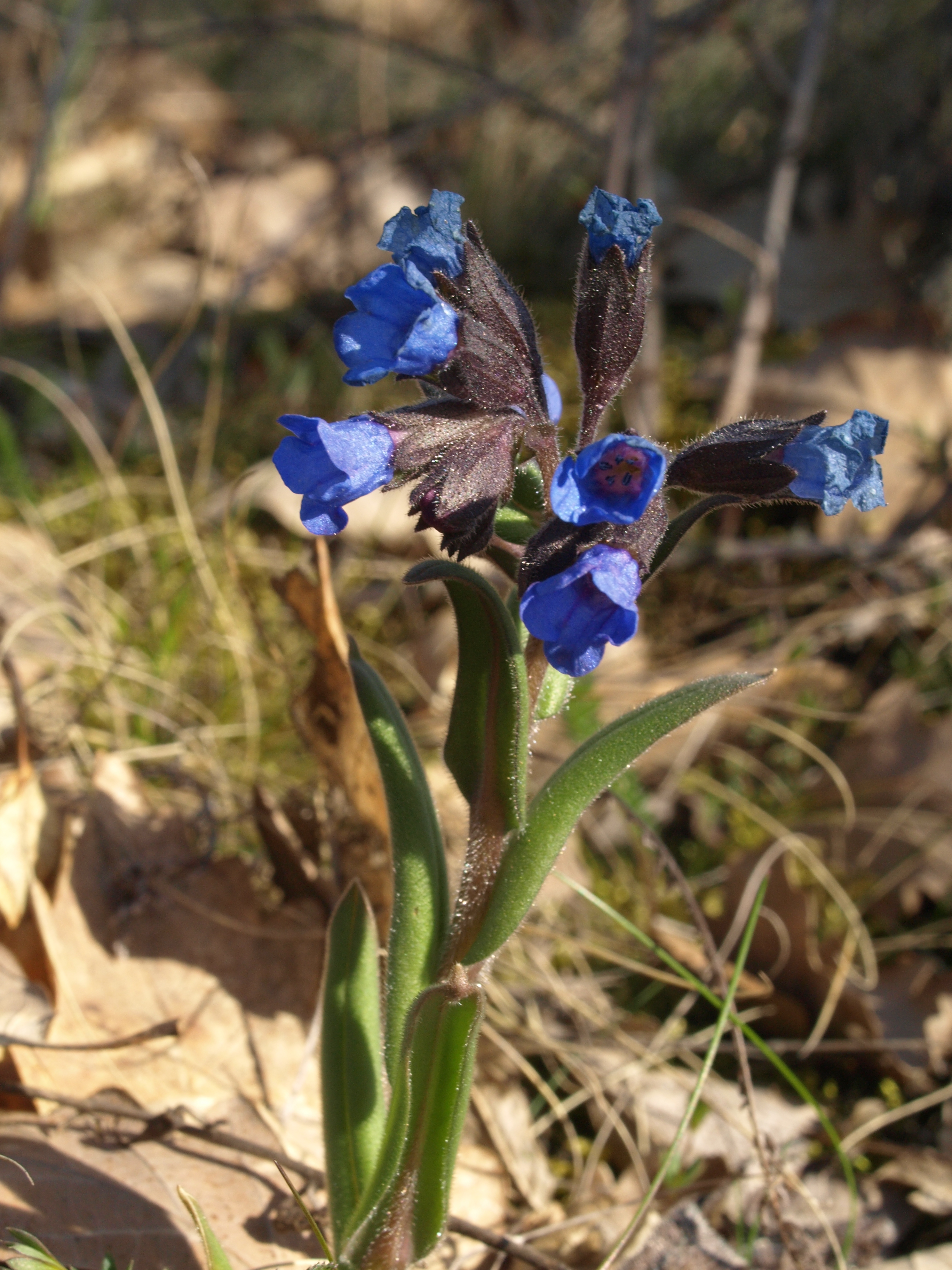
Blütenstand mit Blüten im Detail

### Vegetative Merkmale
Das Schmalblättrige Lungenkraut wächst als ausdauernde krautige Pflanze und erreicht eine Wuchshöhe von 10 bis 35 Zentimetern. Als Speicher- und Überdauerungsorgan dient ein kriechendes Rhizom. Der Stängel wächst aufrecht und ist im oberen Teil und an den Verzweigungen des Blütenstandes mit zahlreichen, meist gleich langen Borsten und sehr wenigen kurz gestielten Drüsen besetzt. 
Die Laubblätter sind ungefleckt und oben mit gleich langen, striegelhaarigen Borsten versehen. Die Rosettenblätter besitzen eine Länge von 10 bis 20 Zentimetern sowie eine Breite von bis zu 3 Zentimetern. Die wechselständigen, ungestielten Stängelblätter sind bei einer Länge von meist 3 bis 10 Zentimetern acht- bis zehnmal länger als breit. 

### Generative Merkmale
Die Blütezeit liegt vorwiegend im April und Mai. Die Blüten befinden sich in dichten, beblätterten und borstig behaarten Wickeln. Die zwittrigen Blüten sind heterostyl, radiärsymmetrisch und fünfzählig mit doppeltem Perianth. Der Kelch ist während der Anthese etwa 8 bis 9, später bis zu 15 Millimeter lang. Der Blütenkelch ist fast bis zur Mitte in dreieckig-lanzettliche, grüne oder blau überlaufene Kelchzipfel geteilt. Die Blütenkrone ist außen kahl, etwa 12 bis 20 Millimeter lang, zuerst rot, dann azurblau gefärbt. Die Kronröhre ist innen unterhalb der Haarbüschel kahl. Die glatten und hell lederbraunen Nüsschen sind bei einer Länge von etwa 4 Millimetern eiförmig.
Die Chromosomenzahl beträgt 2n = 14.

## Vorkommen und Gefährdung
Pulmonaria angustifolia ist hauptsächlich vom Kaukasus bis Südost- und Osteuropa verbreitet. Es kommt auch von Südskandinavien über Mitteldeutschland bis ins Rheingebiet vor. In Mitteleuropa kommt Pulmonaria angustifolia selten vor. In Mitteleuropa kommt das Schmalblättrige Lungenkraut von den Haßbergen bis zum Thüringer Wald zerstreut vor; in Niederösterreich, im Burgenland und in der Steiermark ist es selten; in warmen Tälern in den Zentral- und Südalpen tritt es vereinzelt auf. In Österreich ist diese Art selten und stark gefährdet, in der Schweiz ist die Sippe offenbar nicht vertreten. Das Schmalblättrige Lungenkraut kommt in Deutschland selten, vor allem in Nordbayern und Thüringen vor. Darüber hinaus ist es nur vereinzelt zu finden. In der Roten Liste der gefährdeten Pflanzenarten Deutschlands wurde das Schmalblättrige Lungenkraut 1996 mit der Kategorie 2 = stark gefährdet bewertet. Diese Art ist nach der Bundesartenschutzverordnung besonders geschützt.
Das Schmalblättrige Lungenkraut wächst in Trockenwäldern, lichten Gebüschen und an Waldrändern. Es bevorzugt warme, meist lockere, mildhumose Sand- oder Lößböden. Es ist in Mitteleuropa eine Charakterart des Potentillo albae-Quercetum petraeae aus dem Verband Potentillo albae-Quercion petraeae, kommt aber auch in Gesellschaften der Verbände Carpinion oder Geranion sanguinei vor.

## Systematik  und Taxonomie
Die Gattung Pulmonaria ist ausgesprochen komplex. Zwischen den einzelnen Arten existieren zahlreiche Übergänge sowie hybride Formen. Teilweise sind die spezifischen Sippen nur durch Chromosomenanalyse bestimmbar. Die Verbreitungsangaben in der Literatur sind dadurch häufig nicht vollständig bzw. falsch.
Pulmonaria angustifolis L. hat die Synonyme: Pulmonaria azurea Besser und Pulmonaria tuberosa Schrank.